# Alcis exustaria
Alcis exustaria là một loài bướm đêm trong họ Geometridae.